# ピッチフォーク分岐
ピッチフォーク分岐（ピッチフォークぶんき、英語：pitchfork bifurcation）または熊手型分岐は、力学系における分岐の一つ。分岐図が三叉となり、農具のピッチフォークのように見えることから、ピッチフォーク分岐という名、その日本語訳の熊手型分岐という名で呼ばれる。この分岐には、超臨界ピッチフォーク分岐 (supercritical pitchfork bifurcation) と亜臨界ピッチフォーク分岐 (subcritical pitchfork bifurcation) の二種類がある。

## 超臨界ピッチフォーク分岐
r ∈ R を系のパラメータとすると、1次元常微分方程式の超臨界ピッチフォーク分岐における標準形は、
{\displaystyle {\frac {dx}{dt}}=rx-x^{3}}
で示される。r < 0 では x = 0 で安定な平衡点が一つ存在する。r = 0 では、平衡点 x = 0 は安定だが指数関数的減衰から代数的減衰に変化する。r > 0 となると、x = 0 は不安定な平衡点となり、{\displaystyle \pm {\sqrt {r}}} の二つの安定平衡点が発生する。この分岐は、フォワード分岐とも呼ばれる。

## 亜臨界ピッチフォーク分岐
1次元常微分方程式の亜臨界ピッチフォーク分岐における標準形は、
{\displaystyle {\frac {dx}{dt}}=rx+x^{3}-x^{5}}
で示される。この分岐は、逆分岐やバックワード分岐とも呼ばれる。

### 文献リスト
- Steven H. Strogatz、田中久陽・中尾裕也・千葉逸人（訳）、2015、『ストロガッツ　非線形ダイナミクスとカオス―数学的基礎から物理・生物・化学・工学への応用まで』、丸善出版 ISBN 978-4-621-08580-6
- 船越満明、2008、『カオス』初版、朝倉書店〈シリーズ 非線形科学入門3〉 ISBN 978-4-254-11613-7
- 桑村雅隆、2015、『パターン形成と分岐理論―自発的パターン発生の力学系入門』初版、共立出版〈シリーズ・現象を解明する数学〉 ISBN 978-4-320-11004-5
- 小室元政、2005、『基礎からの力学系―分岐解析からカオス的遍歴へ』新版、サイエンス社 ISBN 4-7819-1118-8